# Myiocoprula gregaria
Myiocoprula gregaria är en svampart som beskrevs av Petr. 1955. Myiocoprula gregaria ingår i släktet Myiocoprula, divisionen sporsäcksvampar och riket svampar.   Inga underarter finns listade i Catalogue of Life.